# Reidar Nyborg
Reidar Nyborg (n. 4 aprilie 1923, Comuna Ringsaker, Hedmark, Norvegia – d. 30 aprilie 1990, Comuna Ringsaker, Hedmark, Norvegia) a fost un schior de fond ce a reprezentat Norvegia, medaliat olimpic. A participat la o ediție a Jocurilor Olimpice (1948) în care a câștigat o medalie de bronz.

## Participări
Lista de mai jos prezintă principalele competiții la care a participat Reidar Nyborg de-a lungul carierei.
- cross-country skiing at the 1948 Winter Olympics – men's 4 × 10 km relay[*]